# Gemological Institute of America
Das Gemological Institute of America (GIA) wurde 1931 von Juwelier Robert M. Shipley gegründet.
Es befasst sich mit der Erkundung, Forschung und Lehre von Edelsteinen und Diamanten und deren Bewertung. Die Organisation befindet sich in Carlsbad (Kalifornien).

## Ziele
Ziel der Organisation ist es, Standards für den Kauf und Verkauf von Edelsteinen festzulegen. Als Grundlage für die Bewertung hat GIA deshalb in den 1940er und 1950er Jahren die sogenannten „4Cs“ entwickelt: Carat, Clarity, Color und Cut. Nach diesen Richtlinien werden bis heute alle Diamanten der Welt eingestuft.

## Erfolge und Entdeckungen
- 1953: Die Entwicklung der eigenen Farbskala von D bis Z und der Einstufung der Reinheit von FL bis I3. Das System ist bis heute das Standardwerk der Diamanteinstufung.
- 1968: Erste umfangreiche Studie über den Edelstein Tansanit.

## Forschung
Das Institut arbeitet in der Wissenschaft im Bereich der Gemmologie. In den Anfangsjahren war es das Ziel, mithilfe von Technologie und Wissen die genaue und sorgfältige Identifikation von Edelsteinen  voranzutreiben. Vor allem mit dem Aufkommen immer weiterer synthetischer Steine und Steinen, die Diamanten ähneln, ist GIA heute darauf spezialisiert, mit unterschiedlichsten Messverfahren diese Nachahmungen beziehungsweise synthetischen Steine zu erkennen. Das Anfertigen von Diamantgutachten ist ebenfalls von GIA entwickelt worden.
Aktuell befasst sich das Institut mit weiteren Nachweismethoden zur Erkennung von synthetischen Diamanten sowie behandelten Saphiren, Rubinen und Perlen.
Allen begutachteten Edelsteinen werden Zertifikate in Papierform beigelegt, deren Echtheit auf der Webseite der GIA überprüft werden kann. Vom 2. Januar bis 8. April 2023 bekamen Edelsteine, mit weniger als einem metrischen Karat, statt des papierhaften Zertifikats einen QR-Code beigefügt. Der Code lässt sich mit Hilfe der GIA-App auslesen und verweist auf ein neues, volldigitales Zertifikat. Auf Druck aus der Schmuckbranche ist die GIA seit dem 9. April 2023 zum ursprünglichen papierhaften Zertifikat zurückgekehrt.

## Niederlassungen
Neben der Zentrale gibt es in 14 weiteren Ländern eine Niederlassung, elf davon sind ausgestattet mit einem Campus, sieben besitzen ein Labor, vier sind Forschungszentren.

## Rechtsform
Das Gemological Institute of America Inc. ist eine Non-Profit-Organisation nach US-amerikanischem Recht, § 501(c).